# Івашин Василь Володимирович
Івашин Василь Володимирович (9 травня 1913, Ляховичі, Койдановська волость, Мінський повіт, Мінська губернія — 6 листопада 2009) — білоруський радянський літературознавець, педагог. Академік АПН СРСР (1967), доктор філологічних наук (1965), професор (1973). Іноземний член Російської академії освіти (1999). Учасник Великої Вітчизняної війни.
Закінчив Мінський педагогічний інститут в 1938 році. У 1938—1941 рр. викладач Вітебського педагогічного училища. З 1946 р в Інституті літератури АН Білорусі, в 1967—1978 рр. директор НДІ педагогіки Міністерства освіти Білорусі. Наукові праці з питань теорії та історії білоруської літератури, літературних зв'язків, методології та методики викладання літератури в школі.
Автор поетичних збірок «Слова» (1994), «Покліч памяці» (1998), «З надзеяй і верай» (2003), «Прызванне» (2007).

Білорусько-українським літературним взаємозв'язкам присвятив ст. «Максім Багдановіч аб украінскай літаратуры» (ж. «Полымя», 1954, № 4) і «Фальклорна-літаратурныя сувязі» (там само, 1959, № 12), «Высокі прыклад» (г. «Літаратура і мастацтва», 1964, 10 березня).